# Nycteola mauritia
Nycteola mauritia is een vlinder uit de familie visstaartjes (Nolidae). De wetenschappelijke naam van deze soort is voor het eerst geldig gepubliceerd in 1906 door de Joannis.
De soort komt voor in tropisch Afrika.